# Tantilla tayrae
Tantilla tayrae este o specie de șerpi din genul Tantilla, familia Colubridae, descrisă de Wilson 1983. Conform Catalogue of Life specia Tantilla tayrae nu are subspecii cunoscute.